# Bradycneme
Bradycneme draculae
Genre
Espèce
Bradycneme (signifiant « jambe lourde, pesante, maladroite ») est un genre fossile de petits dinosaures théropodes du Crétacé supérieur (Campanien), retrouvé en Transylvanie, en Roumanie. Il n'est connu que par la partie inférieure de sa patte droite (spécimen BMNH A1588), décrit à l’origine comme appartenant à un hibou qui, avec une partie distale de son tibiotarse large de 3,8 centimètres (d'où son nom), aurait correspondu à un hibou géant de 2 mètres de long.
L'espèce type et seule espèce, Bradycneme draculae, a été nommée et décrite par Colin Harrison et Cyril Walker (en) en 1975. 
Le genre est basé sur l'holotype BMNH A1588, retrouvé dans une strate datée du Maastrichtien de la formation géologique de Sânpetru (en), dans le bassin de Haţeg.

## Étymologie
Le nom générique est tiré du grec ancien βραδύς (bradys, « lent, lourd »). Le nom spécifique draculae est tiré du roumain dracul (« le dragon ») et est une référence à Dracula. 

## Histoire et classification
En 1975, Harrison et Walker décrivent deux « bradycnémidés » de Roumanie B. draculae et Heptasteornis andrewsi. Ces deux spécimens avaient d'abord été attribués à une espèce douteuse d'oiseaux Pelecaniformes, nommée Elopteryx nopcsai.
En 1978, Pierce Brodkorb rejette l’hypothèse « oiseau » et relie ce fossile aux petits théropodes. Depuis, les trois genres Bradycneme, Elopteryx et Heptasteornis ont été à la fois mis en synonymie, séparés et ré-assignés un grand nombre de fois,,,,.
En 1998, Csiki et Grigorescu considèrent que Bradycneme et Heptasteornis seraient un même genre basal des Tetanurae.
En 2004 cependant, Darren Naish et J. Dyke pensent plutôt qu'Heptasteornis est un Alvarezsauridae. La même année, P. J. Makovicky et M. A. Norell placent au contraire Bradycneme dans la famille des troodontidés.
Cette proposition n'est pas suivie par Thomas Holtz qui, en 2011, classe Bradycneme chez les alvarezsauridés, tout comme Heptasteornis.